# Нікола Пилич
Нікола Пилич (нар. 27 серпня 1939) — колишній хорватський тенісист.
Найвищу одиночну позицію світового рейтингу — 6 місце досяг 1968 року (за даними Ленса Тінґея).
Здобув 9 одиночних та 6 парних титулів.
Перемагав на турнірах Великого шолома в парному розряді.
Завершив кар'єру 1978 року.

## Фінали турнірів Великого шолома

### Одиночний розряд: 1 (1 поразка)
| Результат | Рік  | Турнір                               | Покриття | Суперник     | Рахунок       |
| --------- | ---- | ------------------------------------ | -------- | ------------ | ------------- |
| Поразка   | 1973 | Відкритий чемпіонат Франції з тенісу | Ґрунт    | Іліє Настасе | 3–6, 3–6, 0–6 |

### Парний розряд: 2 (1–1)
| Результат | Рік  | Турнір                           | Покриття | Партнер        | Суперники              | Рахунок            |
| --------- | ---- | -------------------------------- | -------- | -------------- | ---------------------- | ------------------ |
| Поразка   | 1962 | Вімблдонський турнір             | Трава    | Боро Йованович | Боб Г'юїтт Фред Столл  | 2–6, 7–5, 2–6, 4–6 |
| Перемога  | 1970 | Відкритий чемпіонат США з тенісу | Трава    | П'єр Бартез    | Рой Емерсон Род Лейвер | 6–3, 7–6, 4–6, 7–6 |

## Виступи в одиночних турнірах Великого шолома
| W | Ф | ПФ | ЧФ | #Р | КТ | К# | DNQ | A | NH |

| Турнір                                 | 1960  | 1961  | 1962  | 1963  | 1964  | 1965  | 1966  | 1967  | 1968  | 1969  | 1970  | 1971  | 1972  | 1973  | 1974  | 1975  | 1976  | 1977  | 1977  | 1978  | SR     |
| -------------------------------------- | ----- | ----- | ----- | ----- | ----- | ----- | ----- | ----- | ----- | ----- | ----- | ----- | ----- | ----- | ----- | ----- | ----- | ----- | ----- | ----- | ------ |
| Відкритий чемпіонат Австралії з тенісу |       |       | 2р    |       |       |       |       |       |       |       | 3р    | 2р    |       |       |       |       |       |       |       |       | 0 / 3  |
| Відкритий чемпіонат Франції з тенісу   |       | 4р    | 2р    | 3р    | 4р    | 3р    |       |       |       | 2р    |       | 1р    |       | Ф     |       | 3р    |       | 1р    | 1р    | 2р    | 0 / 11 |
| Вімблдонський турнір                   | 2р    | 3р    | 2р    | 1р    | 2р    |       | 1р    | ПФ    | 1р    | 1р    | 2р    | 3р    |       |       | 3р    | 1р    | 4р    | 3р    | 3р    |       | 0 / 15 |
| Відкритий чемпіонат США з тенісу       |       |       | 1р    |       |       | 1р    |       | 3р    | 4р    | 3р    | 4р    | 4р    | 4р    | ЧФ    |       |       |       |       |       |       | 0 / 9  |
| Strike rate                            | 0 / 1 | 0 / 2 | 0 / 4 | 0 / 2 | 0 / 2 | 0 / 2 | 0 / 1 | 0 / 2 | 0 / 2 | 0 / 3 | 0 / 3 | 0 / 4 | 0 / 1 | 0 / 2 | 0 / 1 | 0 / 2 | 0 / 1 | 0 / 2 | 0 / 2 | 0 / 1 | 0 / 38 |

Нотатка: 1977 року Відкритий чемпіонат Австралії відбувся двічі: в січні та грудні.